# Wisdom
Wisdom (en España: Wisdom, el delincuente) es una película estadounidense de 1986 escrita, dirigida y protagonizada por Emilio Estévez en su debut como director. El reparto estuvo conformado además por Demi Moore, Tom Skerritt y Veronica Cartwright. Charlie Sheen, hermano de Estévez, aparece en la película en un pequeño papel.
La película cuenta con una aprobación del 50% por parte de la audiencia en la página Rotten Tomatoes.

## Sinopsis
John Wisdom es un joven que acaba de salir de la universidad. La noche de su graduación de la escuela secundaria se emborrachó y robó un auto. Con una condena por robo, en la actualidad es tildado de delincuente y como resultado no puede tener un trabajo decente. Sin ver un futuro para sí mismo, Wisdom da un giro a su vida: decide convertirse en un criminal "para el pueblo", evocando las hazañas de Robin Hood.

## Reparto
| Actor               | Personaje                    |
| ------------------- | ---------------------------- |
| Emilio Estévez      | John Wisdom                  |
| Demi Moore          | Karen Simmons                |
| Tom Skerritt        | Lloyd Wisdom                 |
| Veronica Cartwright | Samantha Wisdom              |
| William Allen Young | Agente Williamson            |
| Richard Minchenberg | Agente Cooper                |
| Ernie Brown         | Bill                         |
| Charlie Sheen       | Administrador de City Burger |